# Карлтън (град, Орегон)
Карлтън (на английски: Carlton) е град в окръг Ямхил, щата Орегон, САЩ. Карлтън е с население от 1755 жители (2007) и обща площ от 2,3 km². Намира се на 60,35 m надморска височина. ЗИП кодът му е 97111, а телефонният му код е 503.